# خوسيه لويس فيلانويفا
خوسيه لويس فيلانويفا (بالإسبانية: José Luis Villanueva) هو لاعب كرة قدم تشيلي في مركز الهجوم، ولد في 5 نوفمبر 1981 في بوين في تشيلي. شارك مع منتخب تشيلي لكرة القدم. أما مع النوادي، فقد لعب مع أولسان هيونداي وديبورتيس ماجالانز ونادي أونيفرسيداد كاتوليكا ونادي بالستينو ونادي بونيودكور ونادي تيانجين تيدا ونادي راسينغ ونادي فاسكو دا غاما.

## وصلات خارجية
- خوسيه لويس فيلانويفا على موقع الاتحاد الدولي (مؤرشف)  (الإنجليزية)
- خوسيه لويس فيلانويفا على موقع دوري كوريا الجنوبية (الإنجليزية)
- خوسيه لويس فيلانويفا على موقع قاعدة بيانات كرة القدم.إي يو (الإنجليزية)
- خوسيه لويس فيلانويفا على موقع ناشيونال فوتبول تيمز (الإنجليزية)
- خوسيه لويس فيلانويفا على موقع Soccerway.com (الإنجليزية)
- خوسيه لويس فيلانويفا على موقع AS.com (الإسبانية)